# Giro de Italia 2022
La 105.ª edición del Giro de Italia fue una carrera de ciclismo en ruta por etapas que se celebró entre el 6 y el 29 de mayo de 2022 con inicio en la ciudad de Budapest en Hungría y final en la de Verona en Italia. El recorrido constó de un total de 21 etapas sobre una distancia total de 3445,6 km.
La carrera hizo parte del circuito UCI WorldTour 2022 dentro de la categoría 2.UWT. El vencedor de la prueba fue el australiano Jai Hindley del Bora-Hansgrohe, quien estuvo acompañado en el podio, como segundo y tercer clasificados respectivamente, por el ecuatoriano Richard Carapaz del INEOS Grenadiers y el español Mikel Landa del Bahrain Victorious.

## Equipos participantes
Tomaron la partida un total de 22 equipos, de los cuales asistieron por derecho propio los 18 equipos de categoría UCI WorldTeam y el equipo Alpecin-Fenix al ser el mejor equipo UCI ProTeam de la temporada anterior. Las restantes 3 plazas fueron ocupadas por equipos italianos UCI ProTeam por invitación directa de los organizadores de la prueba ante la cancelación del Arkéa Samsic, quien también tenía garantizada su participación al ser el segundo mejor equipo UCI ProTeam de la temporada anterior, buscando concentrar lo mejor de su nómina en las otras dos Grandes Vueltas: el Tour de Francia y la Vuelta a España, además de buscar su licencia para ascender como equipo WorldTour. El pelotón inicial estuvo conformado por 176 ciclistas de los cuales terminaron 149. Los equipos participantes fueron:
| WorldTeams (18)- AG2R Citroën Team - Astana Qazaqstan Team - Bahrain Victorious - Bora-Hansgrohe - BikeExchange-Jayco - Cofidis - Team DSM - EF Education-EasyPost - Groupama-FDJ - Ineos Grenadiers - Intermarché-Wanty-Gobert Matériaux - Israel-Premier Tech - Jumbo-Visma - Lotto-Soudal - Movistar Team - Quick-Step Alpha Vinyl - Trek-Segafredo - UAE Team Emirates ProTeams (4)- Alpecin-Fenix - Bardiani-CSF-Faizanè - Drone Hopper-Androni Giocattoli - Eolo-Kometa |
| |

## Recorrido
| Etapa      | Fecha     | Recorrido                                  | type                    | Distancia (km) | Desnivel (m) | Ganador              | Líder                |
| ---------- | --------- | ------------------------------------------ | ----------------------- | -------------- | ------------ | -------------------- | -------------------- |
| 1.ª etapa  | 6 de may  | Budapest – Visegrád                        | etapa llana             | 195            | 900 m        | Mathieu van der Poel | Mathieu van der Poel |
| 2.ª etapa  | 7 de may  | Budapest – Budapest                        | contrarreloj individual | 9,2            | 150 m        | Simon Yates          | Mathieu van der Poel |
| 3.ª etapa  | 8 de may  | Kaposvár – Balatonfüred                    | etapa llana             | 201            | 890 m        | Mark Cavendish       | Mathieu van der Poel |
|            | 9 de may  | Día de descanso                            | Día de descanso         |                |              |                      |                      |
| 4.ª etapa  | 10 de may | Avola – Monte Etna                         | etapa de montaña        | 172            | 3500 m       | Lennard Kämna        | Juan Pedro López     |
| 5.ª etapa  | 11 de may | Catania – Messina                          | etapa llana             | 174            | 1200 m       | Arnaud Démare        | Juan Pedro López     |
| 6.ª etapa  | 12 de may | Palmi – Scalea                             | etapa llana             | 192            | 900 m        | Arnaud Démare        | Juan Pedro López     |
| 7.ª etapa  | 13 de may | Diamante – Potenza                         | etapa de media montaña  | 196            | 4510 m       | Koen Bouwman         | Juan Pedro López     |
| 8.ª etapa  | 14 de may | Nápoles – Nápoles                          | etapa escarpada         | 153            | 2130 m       | Thomas de Gendt      | Juan Pedro López     |
| 9.ª etapa  | 15 de may | Isernia – Blockhaus                        | etapa de montaña        | 191            | 5000 m       | Jai Hindley          | Juan Pedro López     |
|            | 16 de may | Día de descanso                            | Día de descanso         |                |              |                      |                      |
| 10.ª etapa | 17 de may | Pescara – Jesi                             | etapa escarpada         | 196            | 1760 m       | Biniam Girmay        | Juan Pedro López     |
| 11.ª etapa | 18 de may | Santarcangelo di Romagna – Reggio Emilia   | etapa llana             | 203            | 480 m        | Alberto Dainese      | Juan Pedro López     |
| 12.ª etapa | 19 de may | Parma – Génova                             | etapa escarpada         | 204            | 2600 m       | Stefano Oldani       | Juan Pedro López     |
| 13.ª etapa | 20 de may | San Remo – Cuneo                           | etapa llana             | 150            | 1450 m       | Arnaud Démare        | Juan Pedro López     |
| 14.ª etapa | 21 de may | Santena – Turín                            | etapa escarpada         | 147            | 3000 m       | Simon Yates          | Richard Carapaz      |
| 15.ª etapa | 22 de may | Rivarolo Canavese – Cogne                  | etapa de montaña        | 177            | 3980 m       | Giulio Ciccone       | Richard Carapaz      |
|            | 23 de may | Día de descanso                            | Día de descanso         |                |              |                      |                      |
| 16.ª etapa | 24 de may | Saló – Aprica                              | etapa de montaña        | 202            | 5250 m       | Jan Hirt             | Richard Carapaz      |
| 17.ª etapa | 25 de may | Ponte di Legno – Lavarone                  | etapa de montaña        | 168            | 3730 m       | Santiago Buitrago    | Richard Carapaz      |
| 18.ª etapa | 26 de may | Borgo Valsugana – Treviso                  | etapa llana             | 156            | 1150 m       | Dries De Bondt       | Richard Carapaz      |
| 19.ª etapa | 27 de may | Marano Lagunare – Santuario di Castelmonte | etapa de media montaña  | 178            | 3230 m       | Koen Bouwman         | Richard Carapaz      |
| 20.ª etapa | 28 de may | Belluno – Marmolada                        | etapa de montaña        | 168            | 4490 m       | Alessandro Covi      | Jai Hindley          |
| 21.ª etapa | 29 de may | Verona – Verona                            | contrarreloj individual | 17,4           | 280 m        | Matteo Sobrero       | Jai Hindley          |

## Clasificaciones finales
Las clasificaciones finalizaron de la siguiente forma:

### Clasificación general(Maglia Rosa)
| \| Clasificación general \| Clasificación general \| Clasificación general \| Clasificación general \| Clasificación general \| \| Ciclista \| Ciclista \| Equipo \| Tiempo \| \| \| --------------------- \| --------------------- \| ---------------------------------- \| --------------------- \| --------------------- \| \| 1.º \| Jai Hindley \| Bora-Hansgrohe \| 86 h 31 min 14 s \| \| \| 2.º \| Richard Carapaz \| Ineos Grenadiers \| + 1 min 18 s \| \| \| 3.º \| Mikel Landa \| Bahrain Victorious \| + 3 min 24 s \| \| \| 4.º \| Vincenzo Nibali \| Astana Qazaqstan Team \| + 9 min 02 s \| \| \| 5.º \| Pello Bilbao \| Bahrain Victorious \| + 9 min 14 s \| \| \| 6.º \| Jan Hirt \| Intermarché-Wanty-Gobert Matériaux \| + 9 min 28 s \| \| \| 7.º \| Emanuel Buchmann \| Bora-Hansgrohe \| + 13 min 19 s \| \| \| 8.º \| Domenico Pozzovivo \| Intermarché-Wanty-Gobert Matériaux \| + 17 min 29 s \| \| \| 9.º \| Hugh Carthy \| EF Education-EasyPost \| + 17 min 54 s \| \| \| 10.º \| Juan Pedro López \| Trek-Segafredo \| + 18 min 40 s \| \| \| 11.º \| Alejandro Valverde \| Movistar Team \| + 23 min 24 s \| \| \| 12.º \| Santiago Buitrago \| Bahrain Victorious \| + 24 min 23 s \| \| \| 13.º \| Lucas Hamilton \| BikeExchange-Jayco \| + 28 min 02 s \| \| \| 14.º \| Guillaume Martin \| Cofidis \| + 28 min 37 s \| \| \| 15.º \| Lorenzo Fortunato \| Eolo-Kometa \| + 33 min 15 s \| \| \| 16.º \| Pavel Sivakov \| Ineos Grenadiers \| + 41 min 43 s \| \| \| 17.º \| Wilco Kelderman \| Bora-Hansgrohe \| + 41 min 45 s \| \| \| 18.º \| Thymen Arensman \| Team DSM \| + 42 min 31 s \| \| \| 19.º \| Lennard Kämna \| Bora-Hansgrohe \| + 43 min 58 s \| \| \| 20.º \| Sam Oomen \| Jumbo-Visma \| + 1 h 04 min 22 s \| \| |                    |                                    |                   |
| |                    |                                    |                   |
| Fuente: ProCyclingStats |                    |                                    |                   |
| Clasificación general |                    |                                    |                   |
| Ciclista | Ciclista           | Equipo                             | Tiempo            |
| 1.º | Jai Hindley        | Bora-Hansgrohe                     | 86 h 31 min 14 s  |
| 2.º | Richard Carapaz    | Ineos Grenadiers                   | + 1 min 18 s      |
| 3.º | Mikel Landa        | Bahrain Victorious                 | + 3 min 24 s      |
| 4.º | Vincenzo Nibali    | Astana Qazaqstan Team              | + 9 min 02 s      |
| 5.º | Pello Bilbao       | Bahrain Victorious                 | + 9 min 14 s      |
| 6.º | Jan Hirt           | Intermarché-Wanty-Gobert Matériaux | + 9 min 28 s      |
| 7.º | Emanuel Buchmann   | Bora-Hansgrohe                     | + 13 min 19 s     |
| 8.º | Domenico Pozzovivo | Intermarché-Wanty-Gobert Matériaux | + 17 min 29 s     |
| 9.º | Hugh Carthy        | EF Education-EasyPost              | + 17 min 54 s     |
| 10.º | Juan Pedro López   | Trek-Segafredo                     | + 18 min 40 s     |
| 11.º | Alejandro Valverde | Movistar Team                      | + 23 min 24 s     |
| 12.º | Santiago Buitrago  | Bahrain Victorious                 | + 24 min 23 s     |
| 13.º | Lucas Hamilton     | BikeExchange-Jayco                 | + 28 min 02 s     |
| 14.º | Guillaume Martin   | Cofidis                            | + 28 min 37 s     |
| 15.º | Lorenzo Fortunato  | Eolo-Kometa                        | + 33 min 15 s     |
| 16.º | Pavel Sivakov      | Ineos Grenadiers                   | + 41 min 43 s     |
| 17.º | Wilco Kelderman    | Bora-Hansgrohe                     | + 41 min 45 s     |
| 18.º | Thymen Arensman    | Team DSM                           | + 42 min 31 s     |
| 19.º | Lennard Kämna      | Bora-Hansgrohe                     | + 43 min 58 s     |
| 20.º | Sam Oomen          | Jumbo-Visma                        | + 1 h 04 min 22 s |

### Clasificación por puntos(Maglia Ciclamino)
| Clasificación por puntos | Clasificación por puntos | Clasificación por puntos        | Clasificación por puntos | Clasificación por puntos |
| Ciclista                 | Ciclista                 | Equipo                          | Puntos                   |                          |
| ------------------------ | ------------------------ | ------------------------------- | ------------------------ | ------------------------ |
| 1.º                      | Arnaud Démare            | Groupama-FDJ                    | 254 pts                  |                          |
| 2.º                      | Fernando Gaviria         | UAE Team Emirates               | 136 pts                  |                          |
| 3.º                      | Mark Cavendish           | Quick-Step Alpha Vinyl          | 132 pts                  |                          |
| 4.º                      | Mathieu van der Poel     | Alpecin-Fenix                   | 105 pts                  |                          |
| 5.º                      | Alberto Dainese          | Team DSM                        | 95 pts                   |                          |
| 6.º                      | Dries De Bondt           | Alpecin-Fenix                   | 83 pts                   |                          |
| 7.º                      | Simone Consonni          | Cofidis                         | 73 pts                   |                          |
| 8.º                      | Phil Bauhaus             | Bahrain Victorious              | 72 pts                   |                          |
| 9.º                      | Koen Bouwman             | Jumbo-Visma                     | 71 pts                   |                          |
| 10.º                     | Filippo Tagliani         | Drone Hopper-Androni Giocattoli | 70 pts                   |                          |

### Clasificación de la montaña(Maglia Azzurra)
| Clasificación de la montaña | Clasificación de la montaña | Clasificación de la montaña        | Clasificación de la montaña | Clasificación de la montaña |
| Ciclista                    | Ciclista                    | Equipo                             | Puntos                      |                             |
| --------------------------- | --------------------------- | ---------------------------------- | --------------------------- | --------------------------- |
| 1.º                         | Koen Bouwman                | Jumbo-Visma                        | 294 pts                     |                             |
| 2.º                         | Giulio Ciccone              | Trek-Segafredo                     | 163 pts                     |                             |
| 3.º                         | Alessandro Covi             | UAE Team Emirates                  | 102 pts                     |                             |
| 4.º                         | Diego Rosa                  | Eolo-Kometa                        | 94 pts                      |                             |
| 5.º                         | Davide Formolo              | UAE Team Emirates                  | 87 pts                      |                             |
| 6.º                         | Jai Hindley                 | Bora-Hansgrohe                     | 78 pts                      |                             |
| 7.º                         | Lennard Kämna               | Bora-Hansgrohe                     | 78 pts                      |                             |
| 8.º                         | Santiago Buitrago           | Bahrain Victorious                 | 71 pts                      |                             |
| 9.º                         | Richard Carapaz             | Ineos Grenadiers                   | 65 pts                      |                             |
| 10.º                        | Jan Hirt                    | Intermarché-Wanty-Gobert Matériaux | 57 pts                      |                             |

### Clasificación de los jóvenes(Maglia Bianca)
| Clasificación del mejor joven | Clasificación del mejor joven | Clasificación del mejor joven | Clasificación del mejor joven | Clasificación del mejor joven |
| Ciclista                      | Ciclista                      | Equipo                        | Tiempo                        |                               |
| ----------------------------- | ----------------------------- | ----------------------------- | ----------------------------- | ----------------------------- |
| 1.º                           | Juan Pedro López              | Trek-Segafredo                | 86 h 49 min 54 s              |                               |
| 2.º                           | Santiago Buitrago             | Bahrain Victorious            | + 5 min 43 s                  |                               |
| 3.º                           | Pavel Sivakov                 | Ineos Grenadiers              | + 23 min 03 s                 |                               |
| 4.º                           | Thymen Arensman               | Team DSM                      | + 23 min 51 s                 |                               |
| 5.º                           | Luca Covili                   | Bardiani CSF Faizanè          | + 1 h 11 min 44 s             |                               |
| 6.º                           | Gijs Leemreize                | Jumbo-Visma                   | + 1 h 41 min 00 s             |                               |
| 7.º                           | Vadim Pronskiy                | Astana Qazaqstan Team         | + 1 h 44 min 30 s             |                               |
| 8.º                           | Mauri Vansevenant             | Quick-Step Alpha Vinyl        | + 1 h 45 min 04 s             |                               |
| 9.º                           | Attila Valter                 | Groupama-FDJ                  | + 1 h 57 min 13 s             |                               |
| 10.º                          | Ben Tulett                    | Ineos Grenadiers              | + 2 h 08 min 46 s             |                               |

### Clasificación de los sprint intermedios
| Clasificación de las metas volantes | Clasificación de las metas volantes | Clasificación de las metas volantes | Clasificación de las metas volantes | Clasificación de las metas volantes |
| Ciclista                            | Ciclista                            | Equipo                              | Puntos                              |                                     |
| ----------------------------------- | ----------------------------------- | ----------------------------------- | ----------------------------------- | ----------------------------------- |
| 1.º                                 | Filippo Tagliani                    | Drone Hopper-Androni Giocattoli     | 78 pts                              |                                     |
| 2.º                                 | Mattia Bais                         | Drone Hopper-Androni Giocattoli     | 45 pts                              |                                     |
| 3.º                                 | Koen Bouwman                        | Jumbo-Visma                         | 32 pts                              |                                     |
| 4.º                                 | Stefano Oldani                      | Alpecin-Fenix                       | 29 pts                              |                                     |
| 5.º                                 | Diego Rosa                          | Eolo-Kometa                         | 28 pts                              |                                     |
| 6.º                                 | Dries De Bondt                      | Alpecin-Fenix                       | 25 pts                              |                                     |
| 7.º                                 | Julius van den Berg                 | EF Education-EasyPost               | 22 pts                              |                                     |
| 8.º                                 | Richard Carapaz                     | Ineos Grenadiers                    | 19 pts                              |                                     |
| 9.º                                 | Giulio Ciccone                      | Trek-Segafredo                      | 19 pts                              |                                     |
| 10.º                                | Bauke Mollema                       | Trek-Segafredo                      | 19 pts                              |                                     |

### Clasificación por equipos"Super Team"
| Clasificación por equipos | Clasificación por equipos          | Clasificación por equipos | Clasificación por equipos |
| Equipo                    | Equipo                             | Tiempo                    |                           |
| ------------------------- | ---------------------------------- | ------------------------- | ------------------------- |
| 1.º                       | Bahrain Victorious                 | 259 h 48 min 12 s         |                           |
| 2.º                       | Bora-Hansgrohe                     | + 4 min 07 s              |                           |
| 3.º                       | Ineos Grenadiers                   | + 1 h 22 min 29 s         |                           |
| 4.º                       | Intermarché-Wanty-Gobert Matériaux | + 1 h 23 min 57 s         |                           |
| 5.º                       | Astana Qazaqstan Team              | + 2 h 18 min 46 s         |                           |
| 6.º                       | Trek-Segafredo                     | + 2 h 21 min 10 s         |                           |
| 7.º                       | Jumbo-Visma                        | + 2 h 40 min 16 s         |                           |
| 8.º                       | UAE Team Emirates                  | + 3 h 21 min 02 s         |                           |
| 9.º                       | BikeExchange-Jayco                 | + 3 h 29 min 58 s         |                           |
| 10.º                      | Movistar Team                      | + 3 h 39 min 45 s         |                           |

## Evolución de las clasificaciones
| Etapa                   |                         | Ganador _            | Clasificación general | Puntos               | Montaña              | Jóvenes          | Metas volantes _             | Fuga _                       | Equipo _                           |
| ----------------------- | ----------------------- | -------------------- | --------------------- | -------------------- | -------------------- | ---------------- | ---------------------------- | ---------------------------- | ---------------------------------- |
| 1.ª etapa               | etapa llana             | Mathieu van der Poel | Mathieu van der Poel  | Mathieu van der Poel | Mathieu van der Poel | Biniam Girmay    | Filippo Tagliani Mattia Bais | Filippo Tagliani Mattia Bais | Ineos Grenadiers                   |
| 2.ª etapa               | contrarreloj individual | Simon Yates          | Mathieu van der Poel  | Mathieu van der Poel | Mathieu van der Poel | Matteo Sobrero   | Filippo Tagliani Mattia Bais | Filippo Tagliani Mattia Bais | Jumbo-Visma                        |
| 3.ª etapa               | etapa llana             | Mark Cavendish       | Mathieu van der Poel  | Mathieu van der Poel | Rick Zabel           | Matteo Sobrero   | Filippo Tagliani             | Mattia Bais                  | Jumbo-Visma                        |
| 4.ª etapa               | etapa de montaña        | Lennard Kämna        | Juan Pedro López      | Mathieu van der Poel | Lennard Kämna        | Juan Pedro López | Filippo Tagliani             | Mattia Bais                  | Bora-Hansgrohe                     |
| 5.ª etapa               | etapa llana             | Arnaud Démare        | Juan Pedro López      | Arnaud Démare        | Lennard Kämna        | Juan Pedro López | Filippo Tagliani             | Mattia Bais                  | Bora-Hansgrohe                     |
| 6.ª etapa               | etapa llana             | Arnaud Démare        | Juan Pedro López      | Arnaud Démare        | Lennard Kämna        | Juan Pedro López | Filippo Tagliani             | Mattia Bais                  | Bora-Hansgrohe                     |
| 7.ª etapa               | etapa de media montaña  | Koen Bouwman         | Juan Pedro López      | Arnaud Démare        | Koen Bouwman         | Juan Pedro López | Filippo Tagliani             | Mattia Bais                  | Trek-Segafredo                     |
| 8.ª etapa               | etapa escarpada         | Thomas de Gendt      | Juan Pedro López      | Arnaud Démare        | Koen Bouwman         | Juan Pedro López | Filippo Tagliani             | Mattia Bais                  | Intermarché-Wanty-Gobert Matériaux |
| 9.ª etapa               | etapa de montaña        | Jai Hindley          | Juan Pedro López      | Arnaud Démare        | Diego Rosa           | Juan Pedro López | Filippo Tagliani             | Mattia Bais                  | Bora-Hansgrohe                     |
| 10.ª etapa              | etapa escarpada         | Biniam Girmay        | Juan Pedro López      | Arnaud Démare        | Diego Rosa           | Juan Pedro López | Filippo Tagliani             | Mattia Bais                  | Bora-Hansgrohe                     |
| 11.ª etapa              | etapa llana             | Alberto Dainese      | Juan Pedro López      | Arnaud Démare        | Diego Rosa           | Juan Pedro López | Filippo Tagliani             | Mattia Bais                  | Bora-Hansgrohe                     |
| 12.ª etapa              | etapa escarpada         | Stefano Oldani       | Juan Pedro López      | Arnaud Démare        | Diego Rosa           | Juan Pedro López | Filippo Tagliani             | Mattia Bais                  | Intermarché-Wanty-Gobert Matériaux |
| 13.ª etapa              | etapa llana             | Arnaud Démare        | Juan Pedro López      | Arnaud Démare        | Diego Rosa           | Juan Pedro López | Filippo Tagliani             | Mattia Bais                  | Intermarché-Wanty-Gobert Matériaux |
| 14.ª etapa              | etapa escarpada         | Simon Yates          | Richard Carapaz       | Arnaud Démare        | Diego Rosa           | João Almeida     | Filippo Tagliani             | Mattia Bais                  | Bora-Hansgrohe                     |
| 15.ª etapa              | etapa de montaña        | Giulio Ciccone       | Richard Carapaz       | Arnaud Démare        | Koen Bouwman         | João Almeida     | Filippo Tagliani             | Mattia Bais                  | Bora-Hansgrohe                     |
| 16.ª etapa              | etapa de montaña        | Jan Hirt             | Richard Carapaz       | Arnaud Démare        | Koen Bouwman         | João Almeida     | Filippo Tagliani             | Mattia Bais                  | Bora-Hansgrohe                     |
| 17.ª etapa              | etapa de montaña        | Santiago Buitrago    | Richard Carapaz       | Arnaud Démare        | Koen Bouwman         | João Almeida     | Filippo Tagliani             | Mattia Bais                  | Bahrain Victorious                 |
| 18.ª etapa              | etapa llana             | Dries De Bondt       | Richard Carapaz       | Arnaud Démare        | Koen Bouwman         | Juan Pedro López | Filippo Tagliani             | Mattia Bais                  | Bahrain Victorious                 |
| 19.ª etapa              | etapa de media montaña  | Koen Bouwman         | Richard Carapaz       | Arnaud Démare        | Koen Bouwman         | Juan Pedro López | Filippo Tagliani             | Mattia Bais                  | Bahrain Victorious                 |
| 20.ª etapa              | etapa de montaña        | Alessandro Covi      | Jai Hindley           | Arnaud Démare        | Koen Bouwman         | Juan Pedro López | Filippo Tagliani             | Mattia Bais                  | Bahrain Victorious                 |
| 21.ª etapa              | contrarreloj individual | Matteo Sobrero       | Jai Hindley           | Arnaud Démare        | Koen Bouwman         | Juan Pedro López | Filippo Tagliani             | Mattia Bais                  | Bahrain Victorious                 |
| Clasificaciones finales | Clasificaciones finales |                      | Jai Hindley           | Arnaud Démare        | Koen Bouwman         | Juan Pedro López | Filippo Tagliani             | Mattia Bais                  | Bahrain Victorious                 |

## Ciclistas participantes y posiciones finales
Convenciones:
- AB-N: Abandono en la etapa "N"
- FLT-N: Retiro por llegada fuera del límite de tiempo en la etapa "N"
- NTS-N: No tomó la salida para la etapa "N"
- DES-N: Descalificado o expulsado en la etapa "N"

## UCI World Ranking
El Giro de Italia otorgó otorgó puntos para el UCI World Ranking para corredores de los equipos en las categorías UCI WorldTeam, UCI ProTeam y Continental. Las siguientes tablas muestran el baremo de puntuación y los diez corredores que obtuvieron más puntos:
| Posición                 | 1.º | 2.º | 3.º | 4.º | 5.º | 6.º | 7.º | 8.º | 9.º | 10.º | 11.º | 12.º | 13.º | 14.º | 15.º | 16.º | 17.º | 18.º | 19.º | 20.º | 21.º - 25.º | 26.º - 30.º | 31.º - 40.º | 41.º - 50.º | 51.º - 55.º | 56.º - 60.º |
| Clasificación general    | 850 | 680 | 575 | 460 | 380 | 320 | 260 | 220 | 180 | 140  | 120  | 100  | 84   | 68   | 60   | 56   | 52   | 48   | 44   | 40   | 32          | 24          | 20          | 16          | 12          | 8           |
| Por etapa                | 100 | 40  | 20  | 12  | 4   |     |     |     |     |      |      |      |      |      |      |      |      |      |      |      |             |             |             |             |             |             |
| Líder                    | 20  |     |     |     |     |     |     |     |     |      |      |      |      |      |      |      |      |      |      |      |             |             |             |             |             |             |
| Clasificación secundaria | 100 | 40  | 20  |     |     |     |     |     |     |      |      |      |      |      |      |      |      |      |      |      |             |             |             |             |             |             |

Nota:
1. ↑  Solo clasificaciones de la regularidad y la montaña.

| Clasificación |                      |                                    |         |       |       |            |       |
| Posición      | Ciclista             | Equipo                             | General | Etapa | Líder | Secundaria | Total |
| ------------- | -------------------- | ---------------------------------- | ------- | ----- | ----- | ---------- | ----- |
| 1.º           | Jai Hindley          | Bora-Hansgrohe                     | 850     | 160   | 20    | -          | 1030  |
| 2.º           | Richard Carapaz      | INEOS Grenadiers                   | 680     | 60    | 120   | -          | 860   |
| 3.º           | Mikel Landa          | Bahrain Victorious                 | 575     | 12    | -     | -          | 587   |
| 4.º           | Vincenzo Nibali      | Astana Qazaqstan                   | 460     | 12    | -     | -          | 472   |
| 5.º           | Arnaud Démare        | Groupama-FDJ                       | -       | 352   | -     | 100        | 452   |
| 6.º           | Jan Hirt             | Intermarché-Wanty-Gobert Matériaux | 320     | 120   | -     | -          | 440   |
| 7.º           | Pello Bilbao         | Bahrain Victorious                 | 380     | 20    | -     | -          | 400   |
| 8.º           | Juan Pedro López     | Trek-Segafredo                     | 140     | 40    | 200   | -          | 380   |
| 9.º           | Koen Bouwman         | Jumbo-Visma                        | 32      | 200   | -     | 100        | 332   |
| 10.º          | Mathieu van der Poel | Alpecin-Fenix                      | 8       | 200   | 60    | -          | 268   |